# Clive Charles
Clive Charles (3 de outubro de 1951 - 26 de agosto de 2003) foi um treinador e futebolista profissional inglês que atuava como defensor.

## Carreira
Clive Charles comandou a Seleção Estadunidense de Futebol nas Olimpíadas de 2000.